# Тандем (велосипед)

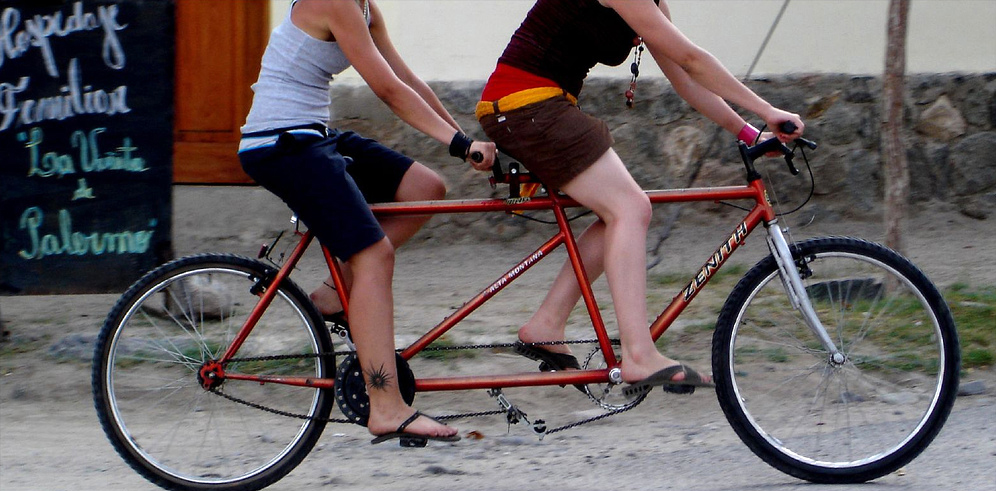
Тандем двох велосипедистів

Танде́м — велосипед, призначений для двох осіб, що сидять одна за одною.
Типовий тандем являє собою велосипед з однієї рами і двох коліс, але кожна особа має власні: кермо, сідло та педалі. Є також тандеми, призначені для більшої кількості людей. Три-, 4-, 5- та 6-місні машини мали назви триплет, квадруплет, квінтуплет та сикступлет.
Участь у водінні велосипеда бере людина, що зазвичай сидить спереду, хоча часто зустрічаються велосипеди, які дають змогу перемикати рульове управління. У кожному разі людина, яка не керує, використовує кермо тільки як опору для рук. Так само можуть бути відключені або включені диски гальмівної системи.
Існують тандеми, які мають на задній осі два колеса.
Тандем 2-місний, як правило, приблизно 240 см завдовжки й важить до 15–20 кг.

## Галерея
| Тандем на 10 велосипедистів (дециплет) | Тандем-лігерад (лежачий велосипед) | Тандем гірського велосипеда | Сімейний тандем | Тандем з трьома колесами |